# Apollo 1
A Apollo 1, inicialmente designada como AS-204, foi a primeira missão tripulada do Programa Apollo dos Estados Unidos, que teve como objetivo final um pouso lunar tripulado. Um incêndio na cabine durante um ensaio de lançamento no dia 27 de janeiro de 1967 no Complexo de Lançamento da Estação da Força Aérea do Cabo Kennedy matou todos os três membros da tripulação. 
Imediatamente após o incêndio, a NASA convocou o Conselho de Revisão de Acidentes da Apollo 204 para determinar a causa do incêndio, e ambas as casas do Congresso dos Estados Unidos conduziram suas próprias investigações da comissão para supervisionar a investigação da NASA. A fonte de ignição do incêndio foi determinada como sendo elétrica, e o fogo se espalhou rapidamente devido à alta pressão na cabine de comando. O resgate dos astronautas foi impedido pela escotilha da porta, que não podia ser aberta contra a pressão interna mais alta da cabine. A falha em identificar o teste como perigoso (porque o foguete não foi abastecido) levou o resgate a ser prejudicado pela falta de preparação para emergências.
Durante a investigação do Congresso, o então senador Walter Mondale revelou publicamente um documento interno da NASA, citando problemas com o principal contratante da Apollo North American Aviation, que ficou conhecido como "Phillips Report". Essa revelação envergonhou James Webb, o Administrador da NASA, que não tinha conhecimento da existência do documento, e atraiu controvérsia ao programa Apollo. Apesar do descontentamento do Congresso com a falta de abertura da NASA, ambos os comitês do Congresso determinaram que as questões levantadas no relatório não tinham relação com o acidente.
Os voos tripulados da Apollo foram suspensos por 20 meses, enquanto a Segurança do Módulo de comando foi questionada. No entanto, o desenvolvimento e os testes não-tripulados do Módulo lunar e do foguete Saturno V continuaram.

## Tripulação

### Principal
| Posição                     | Astronauta     |
| --------------------------- | -------------- |
| Comandante                  | Virgil Grissom |
| Piloto do Módulo de Comando | Ed White       |
| Piloto do Módulo Lunar      | Roger Chaffee  |

### Reserva
| Posição                     | Astronauta            |
| --------------------------- | --------------------- |
| Comandante                  | Walter M. Schirra Jr. |
| Piloto do Módulo de Comando | Donn F. Eisele        |
| Piloto do Módulo Lunar      | Walter Cunningham     |

## Missão
A missão da Apollo 1 (que foi proposto para ultrapassar a URSS na Corrida Espacial), se baseava em lançar o primeiro módulo de comando Apollo em órbita da Terra, através do foguete Saturno IB. Os astronautas, que participariam da missão, foram escolhidos secretamente, e somente foram anunciados em 21 de março de 1966.
Ela seguiu os mesmos padrões dos projetos Mercury e Gemini, que consistia em missões de orbitas de módulos espaciais.

## Acidente

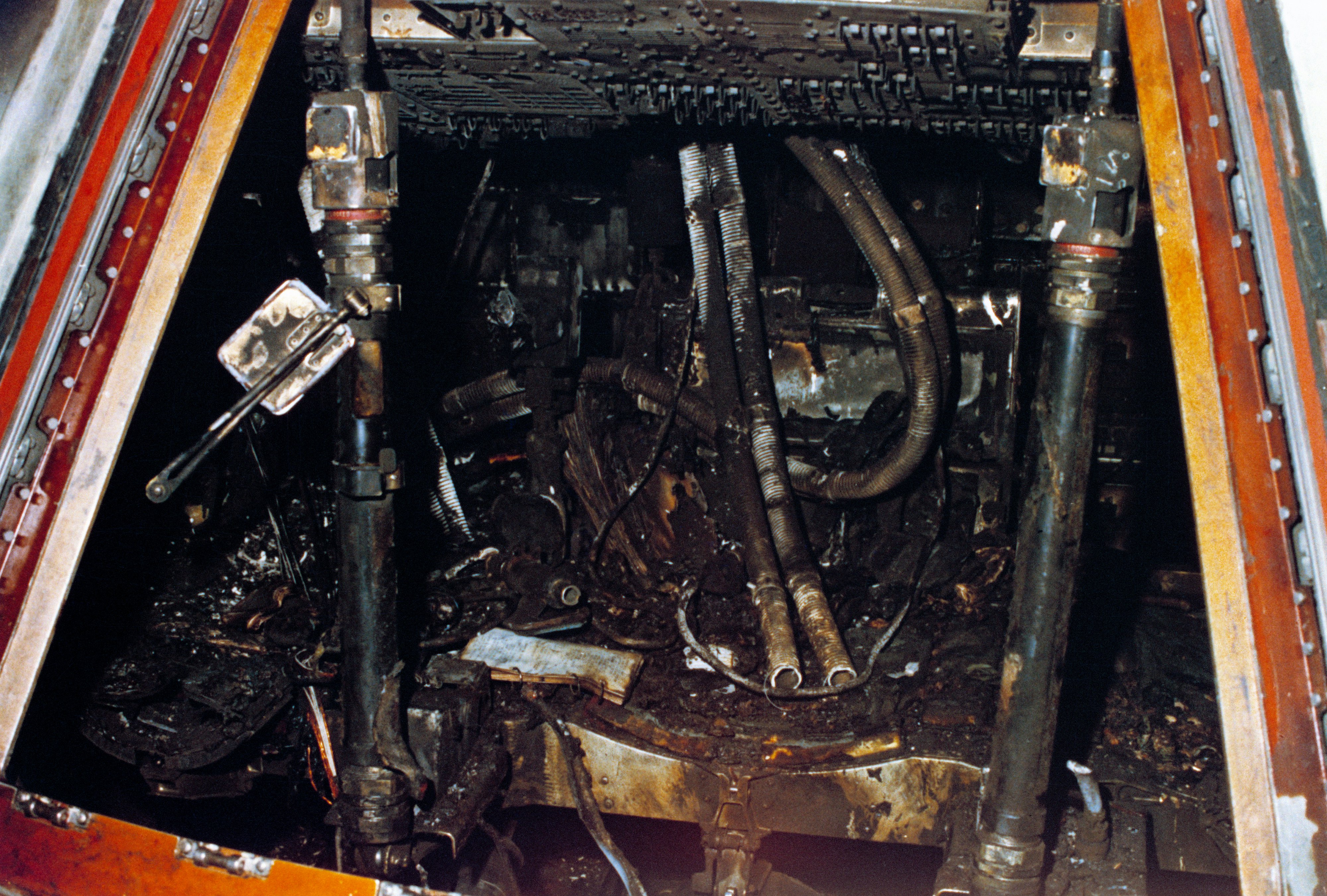
Detalhe do MC da Apollo 1 após o acidente.

Em 27 de janeiro de 1967, os astronautas 'Gus' Grissom, Ed White e Roger Chaffee, do Projeto Apollo, morreram no solo em um incêndio dentro da cabine de comando. O que ocorreu de fato foi um curto-circuito no interior da cabine, Grissom, via rádio, comunicava que havia fogo no "cockpit". Segundos mais tarde, podia-se ouvir Chaffee dizendo que ele e seus companheiros sairiam do módulo de comando. Mas não puderam, pois a escotilha de saída possuía apenas trancas mecânicas, e os esforços dos astronautas na tentativa de abri-la mostraram-se inúteis. A equipe que trabalhava fora da espaçonave procurava, em vão, abrir a escotilha em meio ao calor insuportável.
Quando, finalmente, conseguiu-se abrir o módulo de comando os três astronautas já estavam mortos, ainda que a roupa espacial os tenha protegido do fogo, a inalação excessiva de fumaça foi fatal. Como resultado desse acidente, toda programação do projeto Apollo foi atrasada em vinte e um meses. Durante esse período, os engenheiros da NASA modificaram completamente a cabine do módulo de comando. Cerca de 1 300 alterações foram feitas.
A primeira missão tripulada bem-sucedida do projeto Apollo foi o voo da missão Apollo 7.